# RRM2B
RRM2B (リボヌクレオシド二リン酸レダクターゼ サブユニットM2 B、英：Ribonucleoside-diphosphate reductase subunit M2 B) はヒトのRRM2B 遺伝子がコードしている酵素である。RRM2Bタンパク質をコードしている遺伝子は8番染色体、8q23.1に位置している。この遺伝子および遺伝子産物は別名MTDPS8A、MTDPS8B、p53R2でも知られている。

## 機能
リボヌクレオシド二リン酸レダクターゼはリボヌクレオシド二リン酸を還元してデオキリボヌクレオシド二リン酸に変換することで、DNA複製に必要なヌクレオチド前駆体を産生する酵素であり、RRM2B 遺伝子はこのリボヌクレオチドレダクターゼの2種類あるR2サブユニットの内の片方をコードしている。RRM2B 遺伝子がコードしている方のR2サブユニットはp53によって誘導され、増殖してない細胞における正常なDNA修復とミトコンドリアDNA合成に必須である。R2サブユニットのもう1種類は分裂細胞でのみ発現する。

## 相互作用
RRM2BはMdm2およびATMとタンパク質間相互作用を示す。

## 臨床との関係
この遺伝子の異常はミトコンドリアDNA枯渇症候群 (MDDS)の原因の1つである。この遺伝子の変異は新生児の筋緊張低下、成長の遅れ、脳症と関連しており、てんかんの発作、難聴、乳酸アシドーシスを伴う。この症候群は致死的であり、幼年期早期に呼吸不全を起こして死亡する。
この遺伝子はまた小児急性肝不全のいくつかの症例とも関連していた。この遺伝子の変異は進行性の外眼筋麻痺を引き起こすことが示されている。RRM2Bの発現増加は胆管癌細胞においてゲムシタビン耐性とも関連しており、ヒトのがんにおいてゲムシタビンの臨床的利益がえられないかもしれないと予測されている。